# دفاع النساء
إن دفاع النساء أو الحوار الذي يحدث بين السير (جون بروت)، والسير (ويليام لوفال)، (ميلسيا) و(بارسون) هو مقال في البيت الشعري الذي نشرتها (السيدة ماري تشارلي) عام (1701).
وكتبت هذه القطعة استجابةً لخُطبة زفاف، «مستشار العروسة»، نشره (الوزير جون سبرينت) عام (1700).
وتصر الخُطبة على أن واجب المرأة الكامل بالحياة هو الحب، الشرف، والطاعة لزوجها.
وباعتبارها شاعرة فكرية، شعر (تشودلي) بأن المرأة ليست مناسبة لفعل شيء سوى الخضوع فقط وذلك لأن الرجال لديهم توقعات منخفضة بالنسبة  لهم.
في عملها النسائى، هي تدعو إلى زيادة فرص التعليم للنساء وتتساءل عن الاختناق النفسي الذي يحدث غالبًا كنتيجة لقرب المرأة من الزواج.